# Cryptandra nola
Cryptandra nola är en brakvedsväxtart som beskrevs av B.L. Rye. Cryptandra nola ingår i släktet Cryptandra och familjen brakvedsväxter. Inga underarter finns listade i Catalogue of Life.